# Come Back Home (песен)
Come Back Home е първият сингъл от втория студиен албум Crush на популярната южнокорейска група 2NE1 издаден на 3 март 2014 г.

## Издаване и успех
Сингълът излиза на 3 март 2014 г. В класациите Daum, MelOn, Olleh, Naver, Mnet, Cyworld, Genie, Soribada, Bugs и Gaon  дебютира под първо място, а в Billboard K-pop Hot 100 под втора позиция.
Въпреки трагедията с ферибота „Севол“ и спряните промоции Come Back Home, са продадени над 1,3 милиона копия.

## Видеоклип
Клипът към песента Come Back Home излиза в официалния ютюб профил на групата на 2 март 2014 г. Месец по-рано е обявено, че клипът ще е на стойност 470 хиляди долара, а сюжета разказва за близкото бъдеще, в което хората ще предпочитат виртуалния, вместо реалния свят. Янг Хьон-сок дава изявление за значението на клипа и описва бурното навлизане на високите технологии в света на човека:„В днешни дни хората се срещат чрез телефоните си, вместо да водят разговор, което показва пристрастяването към телефоните и игрите. Мисля, че това поведение показва, че хората харесват виртуалния свят. Дори децата на площадката игрят на телефоните си и това ще става все по-лошо в бъдеще и мисля, че хората ще бъдат повече заинтересувани за виртуалния свят, отколкото за истинския“
Клипът вкюлчва много компютърни графики и трагична любовна история за членовете на групата.